# Adi Da
Adi Da Samraj (Queens, 3 de novembro de 1939 – Naitaba, Lau, Fiji, 27 de novembro de 2008) pseudônimo de Franklin Albert Jones foi o Avatar do século XXI nascido com o propósito de trazer para a humanidade o sétimo estágio da vida, através da revelação última da grande tradição de Adeptos e realizadores. Adidam como cultura não é um método e sim o reconhecimento-resposta participativo e que abandona a atividade egóica como sem função para adentrar a dimensão transcendental espiritual, ou Adidam Ruchiradam. O seu estado de consciência é eterno e acessível para todos os seres que possam se relacionar em satsang com essa força de Maha-purusha, que está além da consciência cósmica.
Seu nascimento e revelação representa o ponto final da busca sobre a ideia de espiritualidade, transcendência e liberação (moksha) da condição humana de nascimento e morte (samsara).
Também já utilizou os pseudônimo de Bubba Free John, Da Free John, e Da Love-Ananda.